# Сьодершьопинг (община)
Община Сьодершьопинг (на шведски: Söderköpings kommun) е разположена в лен Йостерйотланд, югоизточна Швеция с обща площ 691 km2 и население 14 195 души (към 31 декември 2013). Административен център на община Сьодершьопинг е едноименния град Сьодершьопинг.